# 莫斯科和約 (1997年)
莫斯科和約，正式名稱是1997年俄羅斯-車臣和約，是在1994-1996年間爆發的第一次車臣戰爭之後，由時任俄羅斯總統鮑里斯·葉利欽及新當選的車臣總統阿斯蘭·馬斯哈多夫在莫斯科克里姆林宮簽署了的正式協議，雙方同意拒絕使用武力來解決爭議，但獨立問題依舊沒有解決，最終在三年後引爆第二次車臣戰爭。

## 背景
1990年11月，焦哈爾·杜達耶夫當選為非官方的反對派組織車臣國民大會執行委員會主席，該黨主張將車臣升格為蘇聯內的一個獨立的加盟共和國，而不是俄羅斯的組成部分，享有更大的主權。
1991年6月8日，在焦哈爾·杜達耶夫的倡議下，第一屆車臣全國代表大會的一部分代表聚集在格羅茲尼，並自稱為車臣人民全國代表大會。此後，宣布成立車臣共和國。1991年蘇聯政變引發了車臣境內的動亂，車臣人民全國代表大會占領了當地的克格勃總部及最高蘇維埃建築物。 車臣人民全國代表大會宣稱自己是該地區唯一的合法機構。 1991年10月27日，杜達耶夫當選為車臣共和國總統。 杜達耶夫在擔任新總統後於1991年11月1日發表了單方面的獨立宣言從蘇聯獨立，最初他宣稱目標是讓車臣-印古什自治共和國成為俄羅斯境內的一個聯邦共和國。同月，葉利欽派遣國內部隊前往格羅茲尼試圖穩定局勢，但當杜達耶夫的部隊在機場包圍他們，他們被迫撤離，雙方關係緊張。
1991年12月蘇聯解體，俄羅斯成為一個獨立國家。俄羅斯聯邦被廣泛接受為蘇聯的繼承國，但它失去了相當多的軍事和經濟實力。俄羅斯裔佔新成立的俄羅斯聯邦人口80%以上，但顯著的族裔和宗教差異及矛盾在某些地區構成了國家解體的威脅。這在1990年代初期成為一個重大政治問題，葉利欽在他1990年競選活動中將其視為一個高度優先事項。1992年3月31日，葉利欽和時任俄羅斯最高蘇維埃主席車臣裔的哈斯布拉托夫通過了《俄羅斯聯邦條約》，區域自治和稅收特權的讓步滿足了大多數聯邦主體的要求，因此88個聯邦主體中的86個簽署了條約，留在新成立的俄羅斯聯邦，但車臣和韃靼斯坦拒絕簽署。韃靼斯坦最終在1994年與葉利欽達成協議，滿足了其更大自治權的要求，留在聯邦，因此車臣成為唯一沒有簽署該條約的聯邦主體。葉利欽和車臣政府的談判停滯不前，最終局勢惡化成全面衝突。
車臣-印古什自治共和國於1992年6月在印古什地區與另一個俄羅斯聯邦主體北奧塞梯的武裝衝突中解體。 新成立的印古什共和國隨後加入俄羅斯聯邦，而車臣於1993年宣布從莫斯科完全獨立，成立車臣伊奇克里亞共和國。1994年12月，在談判無果後俄羅斯軍隊進入車臣以鎮壓獨立運動，引爆第一次車臣戰爭。杜達耶夫於1996年4月的導彈襲擊中喪生，揚達爾比耶夫接任。1996年8月，車臣叛軍成功進攻格羅茲尼； 俄羅斯軍方領導人和車臣叛軍簽署了哈薩維特停火協議，是莫斯科和約的前身，11月俄羅斯達成協議撤軍。1997年1月 - 在阿斯蘭·馬斯哈多夫在車臣總統選舉中獲勝後，俄羅斯承認他的政府。最後在5月，雙方在莫斯科簽署了正式的停火協議。

## 條約內容
在簡短的條約中，雙方同意永遠拒絕使用武力或以武力相威脅來解決有爭議的問題，並根據普遍公認的國際法原則建立俄羅斯聯邦和伊奇克里亞車臣共和國之間的雙邊關係。根據葉利欽的說法，這是「一項具有歷史意義的和平協議，為400年的車臣-俄羅斯衝突歷史畫上了句號。」隨後，馬斯哈多夫和俄羅斯總理維克托·切爾諾梅爾金在同一天簽署了一項經濟協議，其中包括俄羅斯將向飽受摧殘的共和國支付多少戰爭損害賠償的激烈問題。根據哈薩維特協議，格羅茲尼與莫斯科之間的所有關係協議都應在2001年底之前得到規範。

## 影響
莫斯科和約雖然帶來了短暫的和平，但核心的獨立問題依舊沒有得到解決，車臣成為一個事實上的獨立國家但沒有得到國際承認。這種情況使到車臣和俄羅斯的關係不斷激化，車臣內部的激進份子也不滿條約，動亂四起。1998年5月俄羅斯駐車臣總統代表瓦倫丁·弗拉索夫（Valentin Vlasov）被車臣激進份子綁架並關押了六個月。1998年6月，因應越來越多的動亂的情況下，車臣總統馬斯哈多夫實施緊急狀態。1999年1月，馬斯哈多夫宣布伊斯蘭宗教法將在三年內分階段在車臣實施。1999年7月至8月，車臣戰士在車臣-達吉斯坦邊境與俄羅斯軍隊發生衝突。車臣叛軍武裝入侵俄羅斯的達吉斯坦共和國，企圖聯合當地叛軍共同建立一個伊斯蘭宗教國家，俄羅斯軍隊在新任總統普京帶領下再次與車臣政府展開對戰。1999年9月中，武裝份子敗回車臣。10月普京宣布馬斯哈多夫政府及他的議會為非法，開始對車臣展開全面的地面及空中攻勢。10月10日馬斯哈多夫提出和平方案，俄方拒絕接受，第二次車臣戰爭全面爆發。

## 註解
1. ↑  俄語全名俄羅斯聯邦與伊奇克里亞車臣共和國雙邊關係原則與和平條約（俄语：Договор о мире и принципах взаимоотношений между РФ и ЧРИ）

## 外部連結
- 車臣：為何1997年和平協議失敗？ （页面存档备份，存于）
- 俄羅斯聯邦與伊奇克里亞車臣共和國雙邊關係原則與和平條約 （页面存档备份，存于）（联合国调解人）